# Eusébio Sanjane
Eusébio Sanjane (1988-) és un poeta i escriptor de Moçambic, membre de la generació més jove de la literatura moçambiquesa. Ha escrit el poemari "Rosas e Lágrimas" (poesia), amb pròleg de Mia Couto i editat per l'editorial Ndjira.

## Biografia
En 2004, amb només 15 anys, ja va formar part d'una antologia a Brasil i participà en el IX Concurs Internacional de Poesies, coordinat per Vilma Farias Guerra. El 2005 ingressa a l'Associação dos Escritores Moçambicanos i a la União Nacional de Escritores, alhora que publica Rosas e lágrimas, pel qual és escollit millor escriptor de l'any per la revista Tvzine; guanya el premi "Especial Jovem Il Convivio" de l' Accademia Internazional Il Convivio de Sicília (premi atribuït als millors escriptors juvenils de llengua estrangera, secció de llengua portuguesa), és semifinalista del concurs del Centre d'Estudis Poètics de Madrid i obté el segon lloc del XVI Concurs Nacional de Poesia "Académia Mário Marinho".
És membre corresponent de la Casa do Poeta Brasileiro - Cassino - Rio grande do Sul. Té texts dispersos en diaris nacionals, internet i antologies de Brasil, Itàlia i Espanya.